# داي موريس
داي موريس (بالإنجليزية: Dai Morris)‏ هو لاعب اتحاد الرغبي بريطاني، ولد في 11 نوفمبر 1941 في ريغوز ‏ في المملكة المتحدة.

## وصلات خارجية
- داي موريس عل موقع إسبنسكروم (الإنجليزية)